# Cotiglet, Bihor
Cotiglet este un sat în comuna Ceica din județul Bihor, Crișana, România.

## Monumente istorice

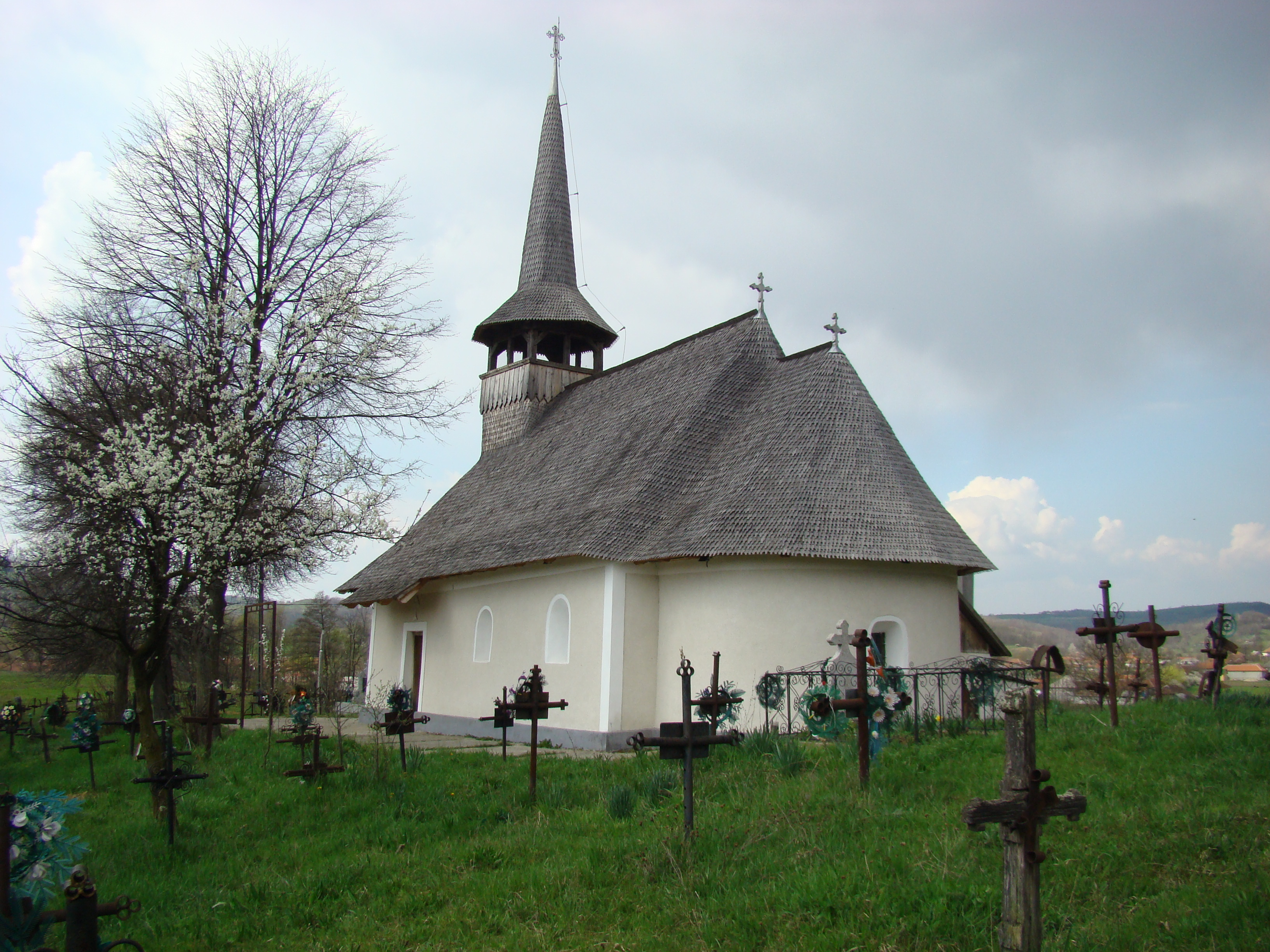
Biserica „Sfinţii Arhangheli”

Biserica Sfinții Arhangheli din Cotiglet

## Imagini

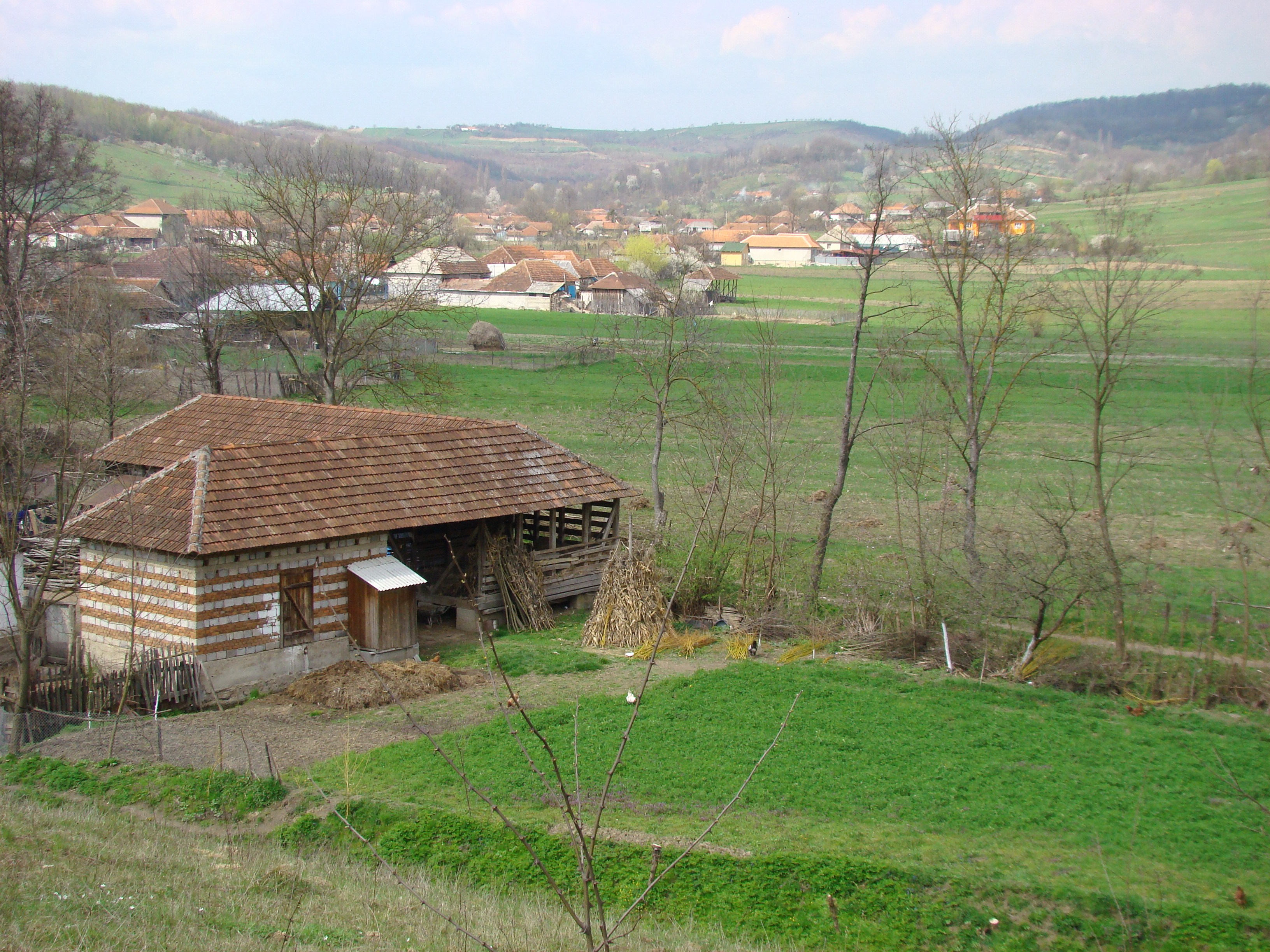
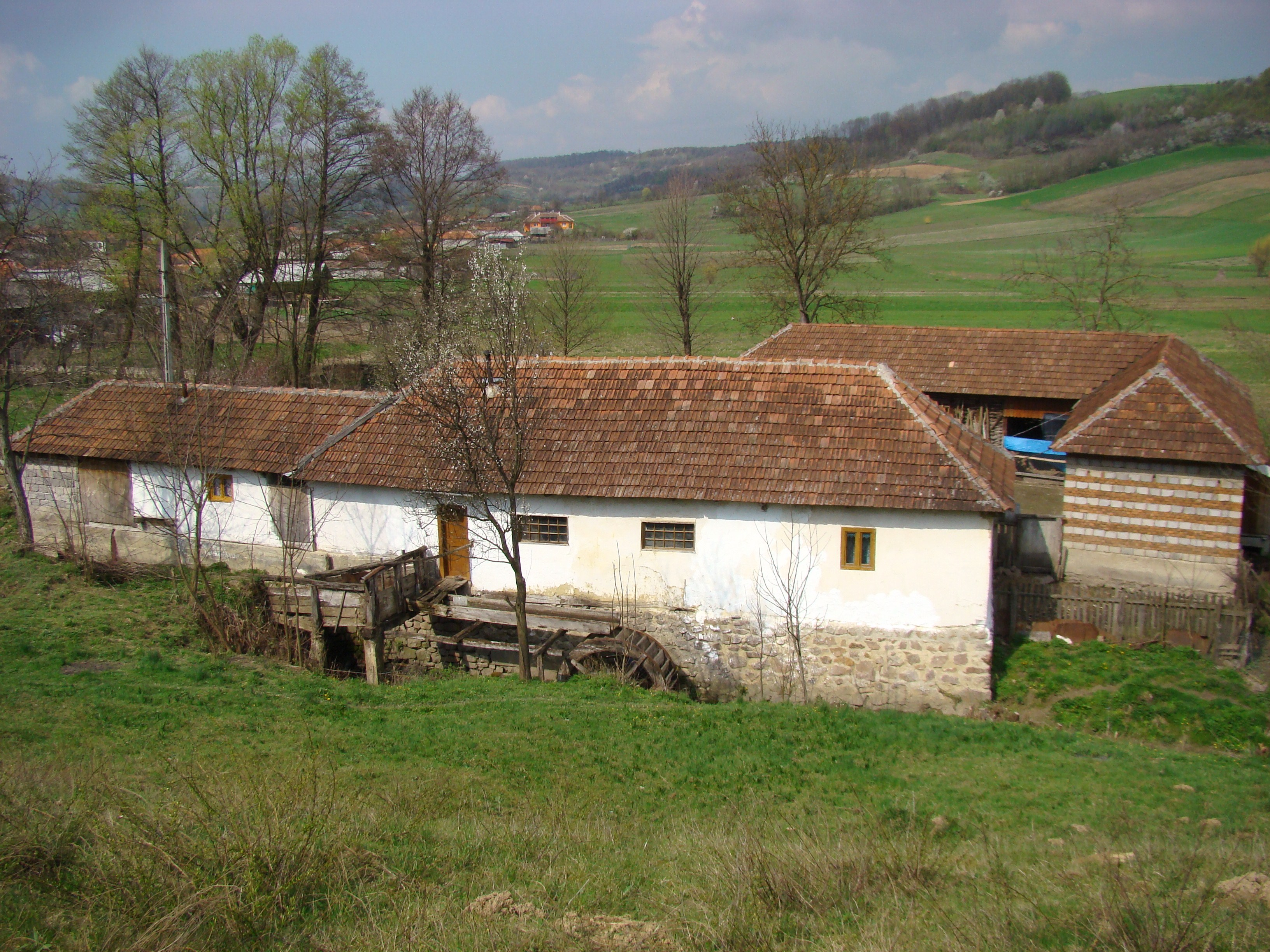
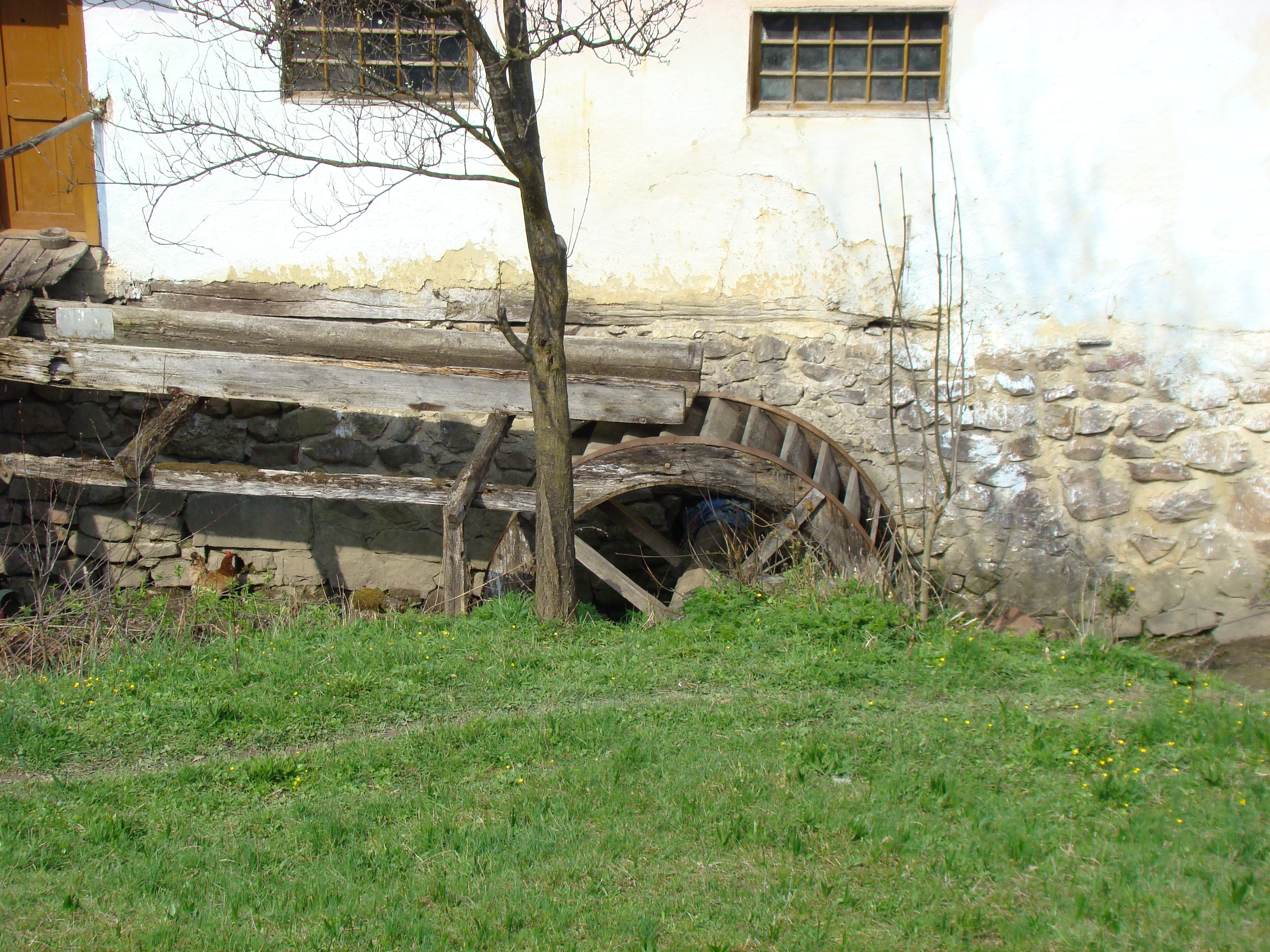

Acest articol despre o localitate din județul Bihor este deocamdată un ciot. Puteți ajuta Wikipedia prin completarea lui.